# Distrikt San Cristóbal (Mariscal Nieto)

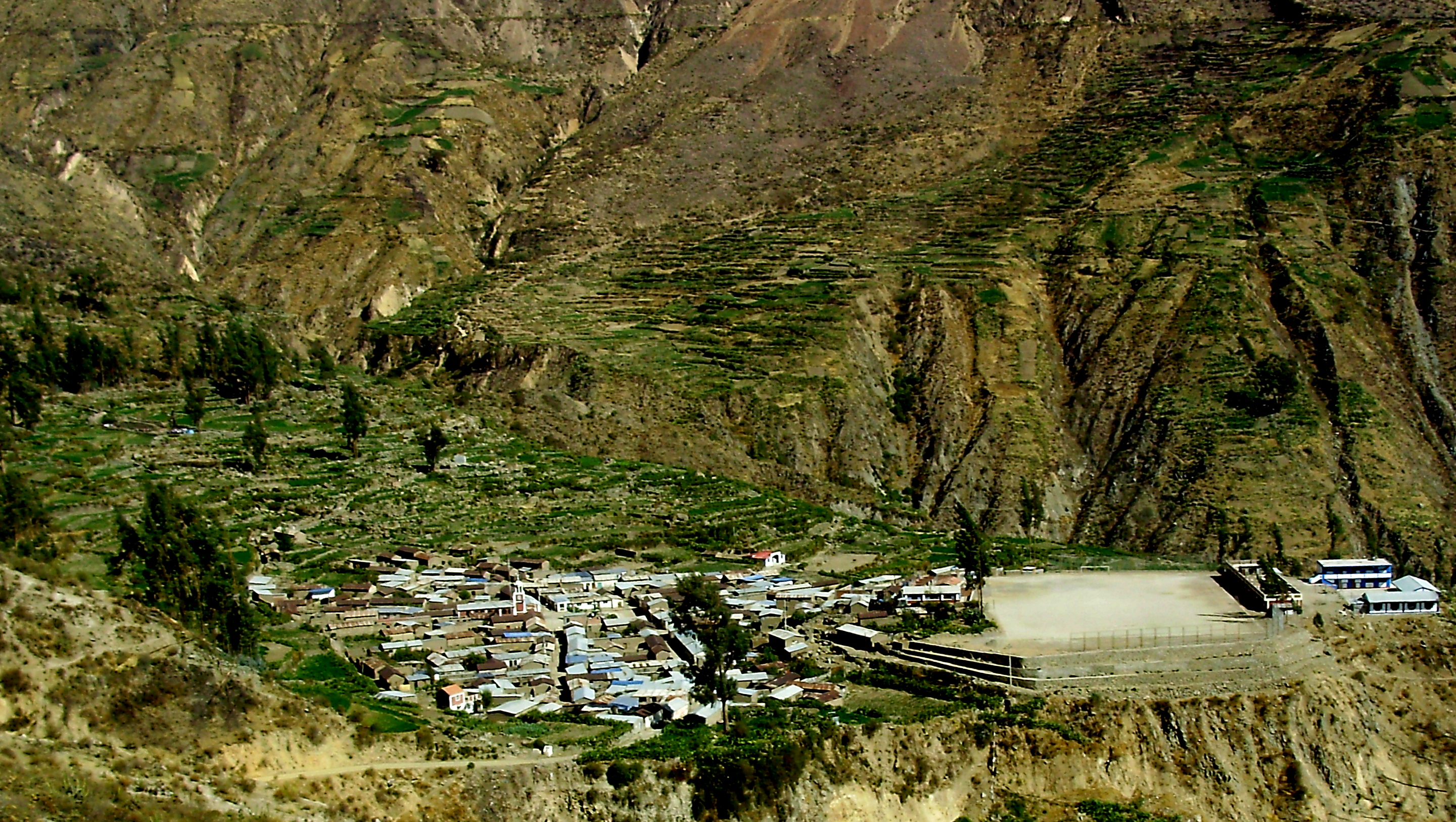
Muylaque

Der Distrikt San Cristóbal liegt in der Provinz Mariscal Nieto der Region Moquegua im Südwesten von Peru. Der am 31. Januar 1944 gegründete Distrikt hat eine Fläche von 542,73 km². Beim Zensus 2017 lebten 1736 Einwohner im Distrikt. Im Jahr 1993 lag die Einwohnerzahl bei 2745, im Jahr 2007 bei 3518. Die Distriktverwaltung befindet sich in der 3458 m hoch gelegenen Ortschaft Calacoa mit 722 Einwohnern (Stand 2017). Calacoa liegt etwa 55 km nordnordöstlich der Provinz- und Regionshauptstadt Moquegua. Neben Calacoa gibt es noch die größeren Ortschaften Muylaque (323 Einwohner), San Cristóbal (467 Einwohner) und Sijuaya.

## Geographische Lage
Der Distrikt San Cristóbal befindet sich in der Cordillera Volcánica im Nordwesten der Provinz Mariscal Nieto. Der Río Tambo verläuft entlang der westlichen Distriktgrenze nach Süden.
Der Distrikt San Cristóbal grenzt im Westen an die Distrikte Quinistaquillas und Matalaque, im Norden an den Distrikt Chojata (alle drei in der Provinz General Sánchez Cerro), im Osten, im Südosten sowie im Südwesten an den Distrikt Carumas sowie im zentralen Süden an den Distrikt Cuchumbaya.